# Eublemma lentirosea
Eublemma lentirosea là một loài bướm đêm trong họ Erebidae.